# パウル・フォン・レットウ＝フォルベック
パウル・エミール・フォン・レットウ＝フォルベック（Paul Emil von Lettow-Vorbeck、1870年3月20日 - 1964年3月9日）は、ドイツの陸軍軍人。第一次世界大戦においてドイツ帝国植民地ドイツ領東アフリカの植民地防衛隊を指揮し、休戦まで戦いつづけた。

## 生い立ち
ライン州ザールルイの軍人家庭で生まれたレットウ＝フォルベックは1888年2月に剣緒付き士官候補生（Portepee-Fähnrich）として第4近衛連隊に入隊し、のちに砲兵士官として軍事学を学んだ。

## 軍歴
1900年1月、レットウ＝フォルベックは義和団の乱鎮圧のための八ヶ国連合軍のメンバーとして中国に派遣された。
その後アフリカに派遣され、1904年から1908年の間、彼はドイツ領南西アフリカ（のちのナミビア共和国）でコイコイ人およびヘレロ・ナマクア族の虐殺に参加した。彼は左目を負傷し、治療のため南アフリカに送られ、そこでヤン・スマッツと出会った。のちの第一次世界大戦において、彼はスマッツを相手に戦うことになる。
1909年1月から1913年1月まで、レットウ＝フォルベックはドイツ・ニーダーザクセン州ヴィルヘルムスハーフェンで海軍の陸戦部隊である海兵大隊にて第2海兵大隊（II. Seebataillon）の指揮官に任命された。1913年10月18日、彼はドイツ領カメルーン（のちのカメルーン共和国およびナイジェリア共和国東部の一部地域）の植民地防衛隊（Schutztruppe）司令官に任命された。

## 第一次世界大戦

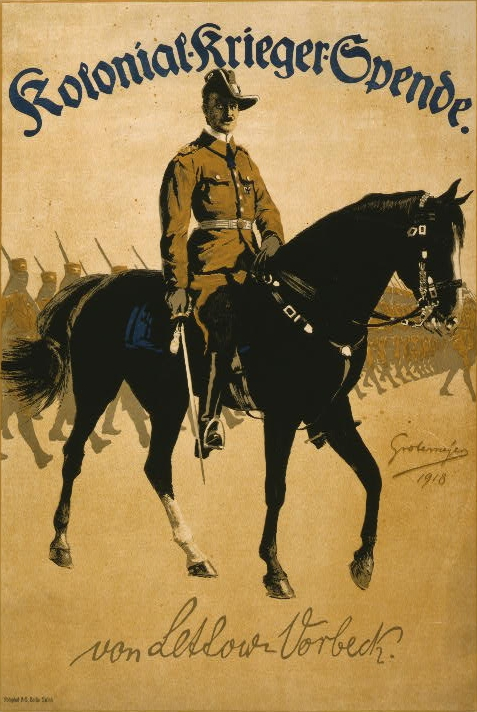
第一次大戦中のレットウ＝フォルベックのポスター。騎乗のレットウ＝フォルベックがアフリカ人兵士を率いている。

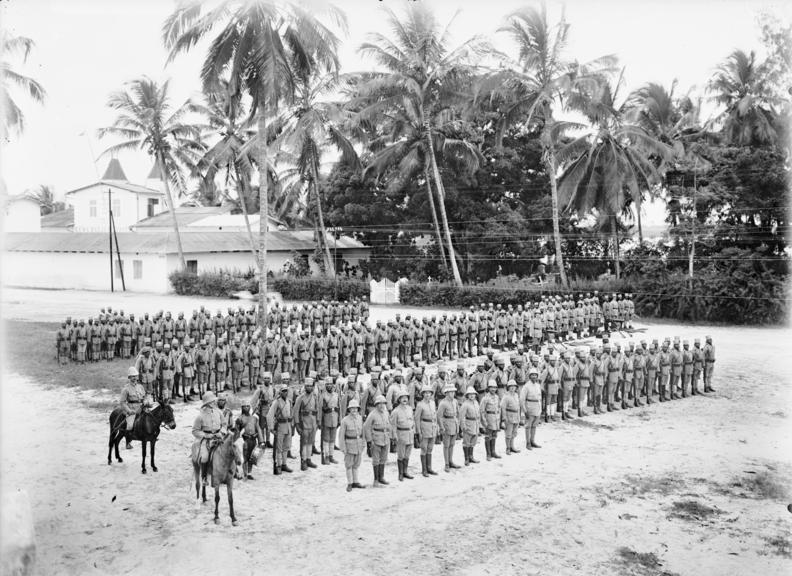
防衛隊アスカリ中隊 (1914)

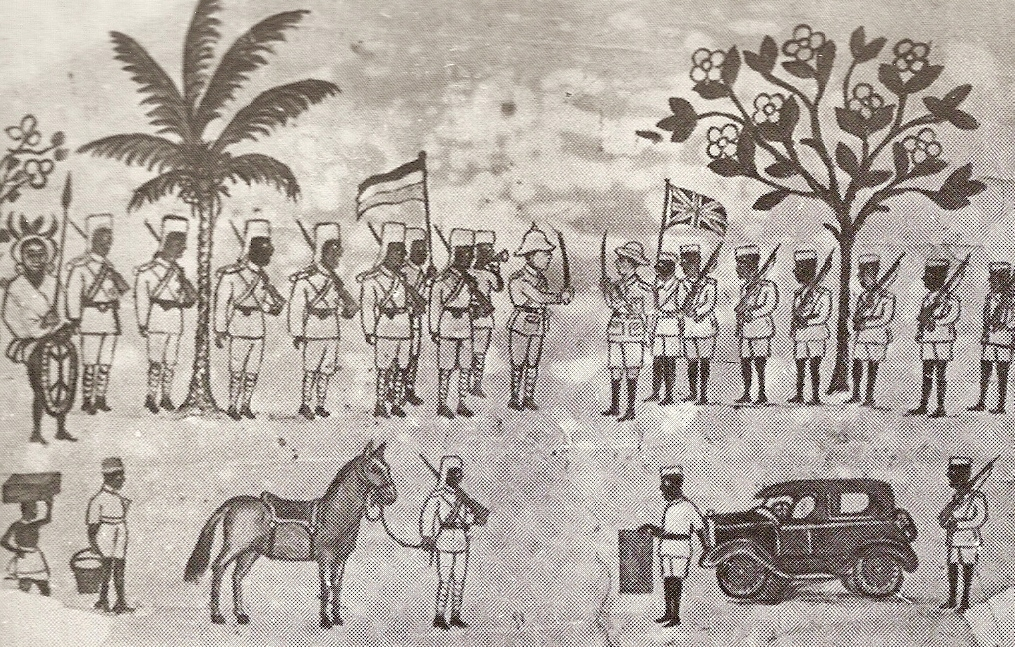
アフリカ人芸術家が描いた、アバーコーンにてイギリス軍に投降するレットウ＝フォルベック

1914年4月13日、レットウ＝フォルベックはドイツ領東アフリカ（のちのタンザニア連合共和国の大陸部）の植民地防衛隊司令官に任命された。この防衛隊は3,000名のドイツ兵と12個のアスカリ中隊で構成された小規模な部隊だった。戦争初期の8月当時、植民地総督ハインリッヒ・シュネー博士はドイツ領東アフリカは中立であるべきだと強く主張しており、ベルリンも同意見だった。そのうちイギリス軍がドイツ領東アフリカを海上封鎖し、戦闘の主導権を握る必要性を感じていたレットウ＝フォルベックは平時の上司である総督を無視して直ちにタンガへの敵強襲上陸撃退の準備に取りかかり、1914年11月2日から5日にかけて行われたタンガの戦いで敵上陸を阻止した。彼はその後、東アフリカにあるイギリスの鉄道を攻撃するため、兵士とわずかな軍需物資をかき集めた。1915年1月18日、彼はジャシンの戦いにおいてイギリス軍に対し2度目の勝利を納めた。これらの勝利により、彼は切実に必要としていた最新型の小銃およびその他物資を得ると同時に兵士の士気を決定的に高揚させることができたが、またこれらの激戦で多くの経験豊富な兵を失い、その中には「壮烈なるトム・フォン・プリンス大尉」のように容易に替えのきかない者も含まれていた。
レットウ＝フォルベックの第一次世界大戦に対するプランは至ってシンプルだった。彼は東アフリカが大戦の中ではただの付けたし程度に過ぎないだろうことを理解しており、できる限り多くのイギリス軍を釘付けにすることを目的とした。それが西部戦線からイギリス軍兵力を引き離し、ドイツの勝利に寄与することを期待した。
レットウ＝フォルベックは麾下の将校らが高い意欲を持っており、それを当てにできることを承知していた（彼らの〔高い〕死傷率は確かにそれを物語っていた）が、大きな人的損失の結果、彼はその後イギリス軍との直接戦闘を避け、それに代わりイギリス領東アフリカ（のちのケニア共和国）やローデシア（地域）（のちのザンビア共和国およびジンバブエ共和国）の地方にあるイギリス軍要塞、鉄道および通信施設へのゲリラ攻撃に従事するよう部下に命じた − すべての目的はヨーロッパの主戦場から連合国（協商国）の兵力を引き離すことだった。彼はおよそ12,000名の兵士をかき集めた。そのほとんどはアスカリだったが、全員がよく鍛えられ、統制がとれていた。彼はゲリラ戦を行う上において、補充に関しては利用可能なものなら何でも利用するということが非常に重要であるということを実感し、ドイツ巡洋艦ケーニヒスベルク（艦長マックス・ルーフ、1915年ルフィジ川河口で沈没）の乗組員を配下に組み入れ、数多くの艦載砲を陸揚げし野戦砲として使用した。これらは東アフリカ戦線でもっとも大きな標準型野戦砲になった。
1916年3月、ヤン・スマッツに指揮されたイギリス軍が45,000名という大兵力で攻勢を開始した。レットウ＝フォルベックは部隊が有利な条件下で戦えるよう根気よく気候や地形を利用した。しかし、イギリス軍はより多くの兵力を加え、レットウ＝フォルベックに領土を放棄することを強いつづけた。それにもかかわらず、彼は戦いつづけ、1917年10月にはマヒワでの重要な戦闘を行い、ドイツ軍は519名が戦死、負傷あるいは行方不明になり、イギリス軍は2,700名が戦死、負傷、あるいは行方不明になった。この戦闘のニュースがドイツ本国に届くと、彼は少将に昇進した。イギリス軍はその損害を回復し、圧倒的な兵力優勢を維持しつづけた。ドイツ軍防衛隊にとってそれは深刻であり、その定員を満たすことは二度となかった。
彼はまたイギリス軍情報部のサー・リチャード・マイナーツハーゲンと、マイーナーツハーゲンが負傷してイギリスに送還される1916年まで知力戦を繰り広げた（彼はのちにパレスチナに派遣された）。
レットウ＝フォルベックはイギリス軍の追撃をうけ半日分の食料で彼の部隊とともに南へと撤退を始めた。1917年11月25日、レットウ＝フォルベックの縦隊はロヴマ川を歩いて渡り、ポルトガル領東アフリカ（のちのモザンビーク共和国）に入った。実質的に彼は自ら補給線を断ち、防衛隊のキャラバンは流浪の身になった。ロヴレ川を越えたその日に彼らはンゴマノ（Ngomano）の新しく補充された駐留ポルトガル軍を攻撃し、当面の補給に関する問題をすべて解決した。またキニーネ（マラリアの特効薬）を含む医薬品を積んだ蒸気船を鹵獲すると、医療問題も解消された。その年のほとんどすべての間、彼らは土地のものを食べて生活したが、食料は主にイギリス軍およびポルトガル軍から鹵獲したものだった。彼らは古い小銃を新しい装備と交換し、機関銃、迫撃砲および運びきれないほどの弾薬を鹵獲した。1918年9月28日、レットウ＝フォルベックはあいかわらずイギリス軍の追撃をうけながら再びロヴマ川を越えドイツ領東アフリカに戻った。彼は今度は西に転進し北ローデシアに侵入したため、イギリス軍がドイツ領東アフリカに仕掛けた罠から逃れることになった。ドイツの休戦協定署名から2日後の11月13日、彼はカサマを攻略した。イギリス軍は撤退し、南西のカタンガ州方面へ進軍を続けた。彼がチャンベシ川に着いた11月14日朝、イギリスの執政官ヘクター・クロードが白旗を掲げて現れ、彼に休戦を伝える連合軍ファン・デフェンテル将軍からのメッセージを届けた。レットウ=フォルベックは戦闘停止に同意し、イギリス軍の要請により北のアバーコーン（のちのムバラ）まで行進して、11月23日に正式に投降した。その時彼の下には30名のドイツ人士官、125名のドイツ人下士官その他、1,168名のアスカリ、およそ3,000名のポーターがいた。彼が戦闘を停止した地（のちのザンビア）にはフォン・レットウ＝フォルベック記念碑が建てられている。
レットウ＝フォルベックは1916年11月4日にプール・ル・メリット勲章を受勲し、1917年10月10日、それに柏葉が付された。
彼は戦時中決して降伏しなかった。彼は大きく不利な状況でしばしば勝利を納め、第一次世界大戦中、イギリス領土侵攻に成功した唯一のドイツ軍指揮官だった。戦後、彼とヤン・スマッツは長くよき友情関係を築いた。スマッツは1950年に死去し、レットウ＝フォルベックはスマッツの妻に手紙で哀悼の意を表した。

## 東アフリカでの戦争と人々

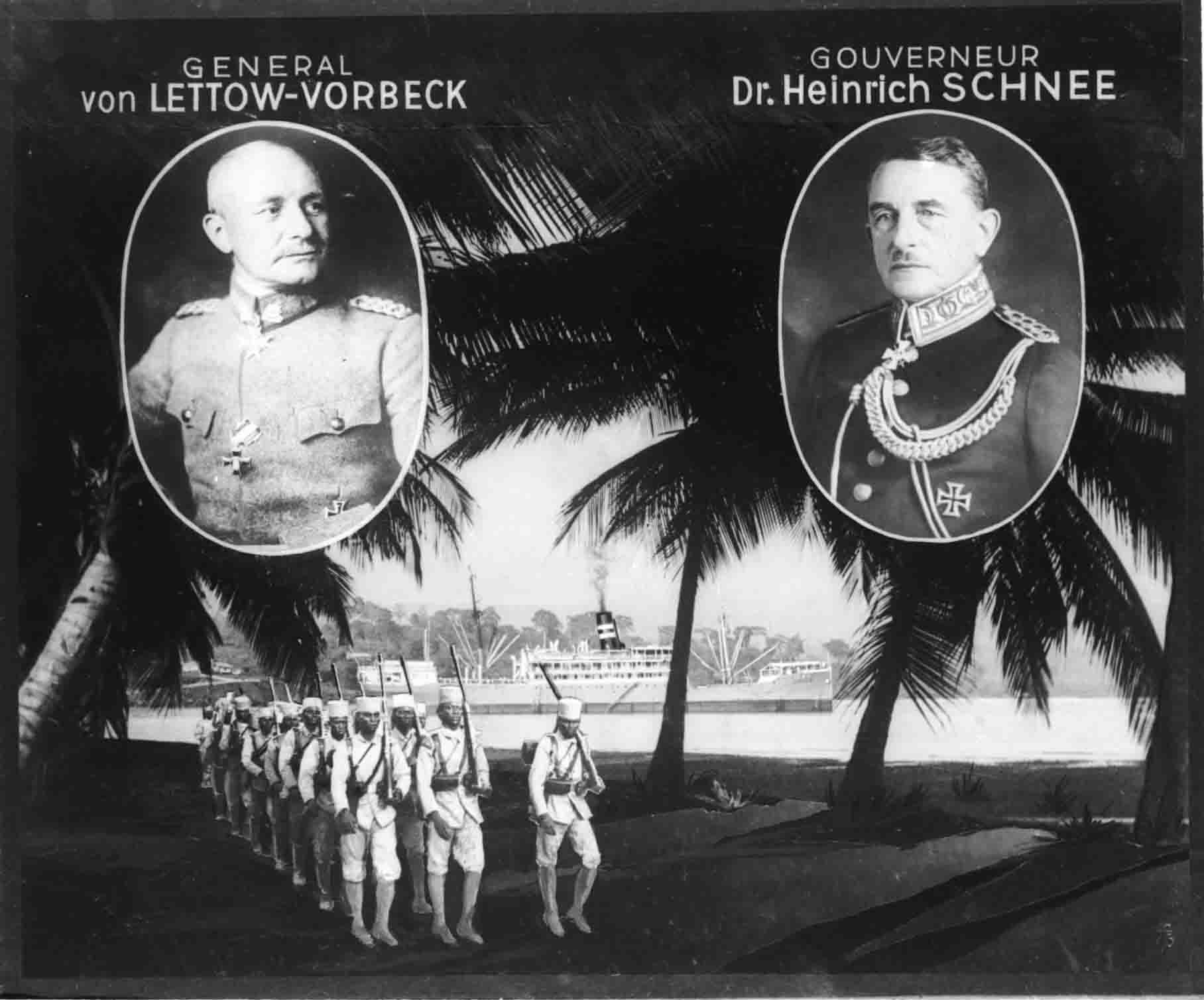
レットウ＝フォルベック（左）とドイツ領東アフリカ総督シュネー（右）

イギリス軍およびベルギー軍のドイツ領東アフリカへの侵攻は現地民およびドイツ人領主らに次々と壊滅的な影響を与える出来事を誘発した。侵攻は植民地の至る所でその地がもはや「豊穣な土地は得られない」かのような災難を引き起こした。
軍司令官フォン・レットウ＝フォルベック大佐の最初の仕事は植民地総督ハインリヒ・シュネーの反対を押し切ることだった。総督は、戦争がドイツ領東アフリカに起こりうる最悪の災難だと考えており、それは「彼が成し遂げた社会的・経済的改革がすべて無に帰する」ということだった。
レットウ＝フォルベックは連合軍と直面した際には後退し、逃げなくてはならないことを承知していた。それ故彼は、彼が計画したノイ・モシからウルグル山地に至る進軍路上に食料貯蔵所を設置した。近隣の村々が飢えたならば、それは戦争による不幸だった。ドイツからのいかなる援助も、イギリスの海上封鎖により深刻な供給不足を緩和することができなかった。1916年3月17日に蒸気船マリー・フォン・シュテッティン号がリンディの南に到着したときも、1,500トンの貴重な積荷でさえ、ささやかな援助にしかならなかった。1916年9月後半までにはダルエスサラームを含むすべてのドイツ領東アフリカ沿岸部と中央の鉄道路はイギリス軍の支配下になり、西部はベルギー軍に占領され、1917年12月中にドイツ植民地は公式には連合国の保護領と宣言された。
レットウ＝フォルベックとヨーロッパ人、アスカリ、ポーター、女性および子供のキャラバンは脱走を防ぐため、慎重に現地人兵の部族居住地を迂回しながら行軍した。彼らは厳しい地形を越えて行った。「沼地とジャングル……憂鬱な眺めが（後任の）私の目前にあった」と連合軍司令官ヤン・スマッツは述べている。しかしスマッツはひるまなかった。スマッツの新しいアプローチおよび目的はドイツ軍防衛隊と戦うことではなく、敵の食料補給の後を追うというものだった。最終的にそれはしばらくしてスマッツが（戦時内閣に入閣するため）ロンドンに行き、J.L.ファン・デフェンテル将軍が東アフリカで指揮をとることになり終わった。
前タンガの病院長でレットウ＝フォルベックと行動をともにした医師ルードヴィヒ・デッペは1919年の著書の中で、東アフリカにおける連合軍との戦争でドイツ軍により強いられた悲劇を、哀しみと後悔とともに振り返っている。「私たちの後には、私たちが荒らした田畑、破壊した倉庫が残され、そして、ほどなく飢餓が訪れた。私たちはもはや文明の仲介者ではなく、私たちの軌跡には死が刻まれ、村を略奪しては撤収し、ちょうど三十年戦争での私たち自身と敵軍との成り行きを見るようだった。」
そこにはドイツ軍の無神経さと冷酷さがあったが、イギリス軍あるいはベルギー軍によるドイツ領東アフリカでの慈悲の記録もまた無い。彼らはアフリカ人の福祉に対する責任を負わず、現地の栄養不良の人々に対する援助もほとんど行わなかった。実際に、連合軍部隊で食料が不足したとき、「イギリス軍アスカリは村を襲って略奪することに頼っていた。」1918年から1919年に世界的に流行したスペインかぜが東アフリカで蔓延したとき、現地人もヨーロッパ人も同様に数千の人々が病に倒れた。タボラキャンプの捕虜収容所に入れられたドイツ軍アスカリおよびポーターの集団など衰弱した多くの現地人は特に感染しやすかった。

## 戦後の経歴

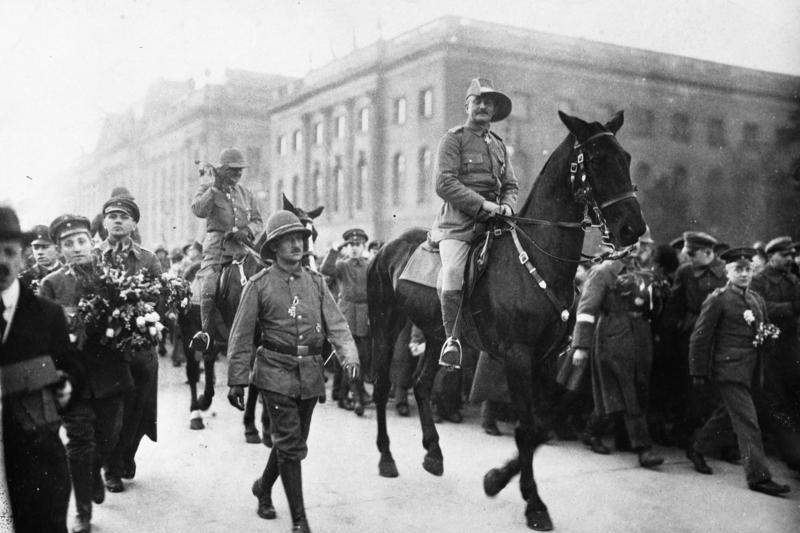
ベルリンに凱旋したレットウ＝フォルベック（1919年）

1919年3月、レットウ＝フォルベックは本国に英雄として凱旋した。青毛の軍馬に乗った彼は、ぼろぼろの熱帯用戦闘服を着た防衛隊（Schutztruppe）の帰還兵120名を率いて、ブランデンブルク門からウンター・デン・リンデンを通り凱旋パレードを行った。
終戦後、レットウ＝フォルベックはドイツ人兵士および捕虜を本国へ送還し、アフリカ人に対等な待遇を保証するための組織作りに尽力した。

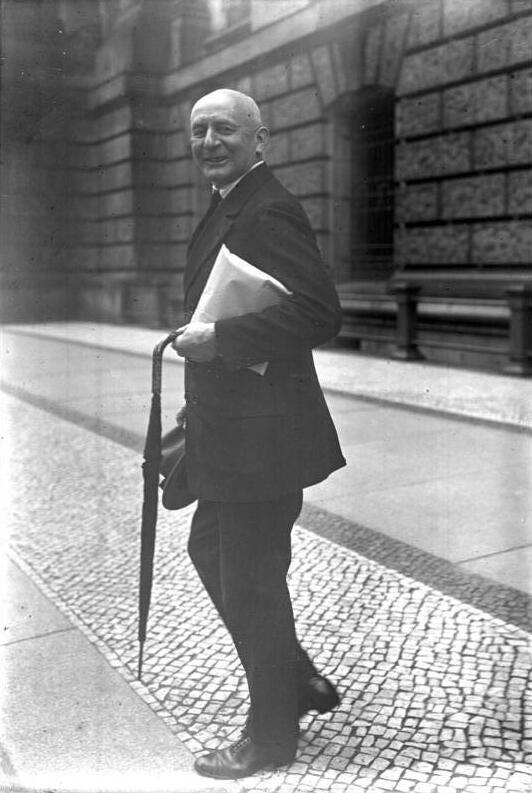
国会議員時代（1930年）

### 義勇軍・カップ一揆
1919年4月、彼は海軍所属の近衛狙撃騎兵軍団（Garde-Kavallerie-Schützen-Korps、兵の大部分は義勇兵の、いわゆるフライコール）第1狙撃連隊（Schutztruppen-Regiment 1）の指揮官に転任した。
1919年6月23日、ハンブルクで腐った食品による暴動（いわゆるズュルツェ暴動、SülzeUnruhen）が発生した。4日後に戦闘は終了し、街はすでに平静を取り戻していたが、1919年7月1日にレットウ＝フォルベックは「軍団レットウ」とともにハンブルクに入った。彼はエアハルト旅団と合流し、1920年5月にカップ一揆に参加したが、一揆の失敗により軍を退役させられた。
1928年5月から1930年7月まで国会議員を務めた。レットウ＝フォルベックはアドルフ・ヒトラーとその政治活動に不信感を抱き、ナチス政権成立後の1935年、ヒトラーがイギリス大使の職を申し入れても「冷淡かつ横柄に」断った。彼のにべもない拒絶の後、彼は継続的に監視下におかれ、事務所は捜索された。それでも、民衆の間での高い人気のおかげで、1938年、彼が68歳の際に一応の名誉回復は行われ、特別目的将軍に任命されたが、第二次世界大戦が勃発して以降も軍役に復帰することは無かった。

### 第二次世界大戦後
大戦終結時、レットウ＝フォルベックは経済的に困窮していた。彼の2人の息子リューディガーとアルントは戦死し、ブレーメンにいた愛馬は連合軍の爆撃で死亡し、そして彼はしばらくの間マイナーツハーゲンとスマッツから送られた食料に頼っていた。西ドイツが建国され経済が回復すると、彼は再び快適に過ごした。1953年、彼は第二の故郷、東アフリカを訪れた。そこでは生き残っていたアスカリ達が古い行進曲「Heia Safari!」で出迎え、彼は心温まる歓待を受けた。イギリス植民地政府からは軍人の礼をもって迎えられた。

## 遺産
パウル・フォン・レットウ＝フォルベックは不慣れな土地でゲリラ戦を行うという不思議な能力を示した、大胆かつ慎重な指揮官だった。彼は優秀な兵士であり最高の指揮官として白人士官、下士官およびアスカリから尊敬を受けた − 敵味方を問わず。
戦場において食料を減らさなければならなかったとき、および補給が減少したとき、
東アフリカ戦線の図式は本質的に、「過度に巨大な連合軍」と、「チェ・ゲバラ、ヴォー・グエン・ザップを始めとして、その他の有名なだけで全く戦術的には素人のゲリラ達を、非正規戦闘の専門家に育てあげる事が出来たであろう、無名のプロイセン軍人に率いられた小さなドイツ軍」との戦いだった。レットウ＝フォルベックのアフリカ未開拓地での戦功は「歴史上もっとも成功した偉大な単独ゲリラ作戦」として受け継がれた。
レットウ＝フォルベック配下の一人の下級士官、テオドール・フォン・ヒッペルは自身のアフリカでの経験を生かし、第二次世界大戦においてドイツ国防軍情報部の特殊部隊ブランデンブルク創設に寄与した。
フォン・レットウ＝フォルベックが死去した1964年、彼がダルエスサラームに着いてから半世紀後、西ドイツ国会はまだ生存しているアスカリに対して未払いだった賃金を支払うことを票決した。臨時支払い事務所がヴィクトリア湖そばのムワンザに設置されたが、集まった350名の老人のうちレットウ＝フォルベックが与えていた証明書を提出できたのは少数のみで、他の者は当時の古い戦闘服を見せ軍務に就いていたことを訴えた。そこで資金を用意してきたドイツ銀行家は一つのアイデアを出した。支払いを希望するアスカリがそれぞれ前に出ると一本のほうきを渡し、ドイツ語での軍事教練を再現させた。審査に落ちた者は一人としていなかった。
レーア、ハンブルク−イエンフェルト、ブレーメンおよびバート・ゼーゲベルクにある4ヶ所のドイツ軍兵舎は彼にちなんで名づけられた。軍の人員削減および178ヶ所の施設閉鎖に伴い、レットウ＝フォルベックの名を冠した最後の兵舎（バート・ゼーゲベルク）は2004年に閉鎖された。

## 著書
- 『Heia Safari! Deutschlands Kampf in Ostafrika（ハイヤ・ザファーリ! 東アフリカにおけるドイツの戦い）』Hafe & Kohler、Leipzig、1920年。
- 『Mein Leben（我が人生）』Koehlers Verlag、Biberach an der Riß、1957年。
- 『Meine Erinnerungen aus Ostafrika（東アフリカ回想録）』Hafe & Kohler、Leipzig、1920年。
  - イギリスでの出版『My Reminiscences of East Africa』Hurst & Blankett、London、1920年。
  - アメリカでの出版 『East African Campaigns』John Gunther（序文）、Robert Speller & Sons、New York、1957年。